# South Islets
Die South Islets sind eine Inselgruppe südlich von Ruapuke Island und südlich der Südinsel von Neuseeland.

## Geographie
Die Inselgruppe, die am östlichen Ende der Foveaux Strait zu finden ist, besteht aus drei unterschiedlich großen Inseln am südlichen Ende von Ruapuke Island, rund 70 m von dessen Küste entfernt. Die Gruppe erstreckt sich über eine Seefläche von rund 0,4 km² und einer Länge von rund 1 km. Die drei Inseln umfassen von Nord nach Süd gelistet Flächen von rund 4,0 ha, rund 8 ha und 2,7 ha. Die mittlere und südliche Insel erheben sich etwas über 20 m aus dem Meer.